# Pedro Salgado
Pedro da Cruz Salgado (Piraí - 13 de agosto de 1890 - 28 de setembro de 1973) foi um instrumentista, compositor e maestro brasileiro. Destacou-se pela composição de músicas dos gêneros dobrado e valsa. É por vezes mencionado como o "Rei dos Dobrados". Sua música mais famosa é o dobrado "Dois Corações", escrito em 1920 e considerado o hino das bandas de música do Brasil.

## Biografia

### Infância (1890-1899)
Nasceu na localidade de Arrozal do Pirahy, Município de Piraí, Rio de Janeiro, em 13 de agosto de 1890, filho de Augusta Gonçalves Salgado e Bibiano da Cruz Salgado. Seu pai faleceu quando tinha pouco mais de um ano de idade. Com dificuldades para criar Pedro e Antonio, Dona Augusta mudou-se com seus filhos para Taubaté, município do interior do Estado de São Paulo, em 1892.
Em 1896 a família de Pedro Salgado mudou-se para a cidade de Aparecida. Sua mãe trabalhava como lavadeira, cuidando de paramentos das igrejas e fazendo serviços particulares.

### Iniciação Musical (1900-1904)
Pedro começou a estudar música ainda criança, na cidade de Aparecida, onde encontrou um rico ambiente musical. Por ser o local de devoção à Nossa Senhora Aparecida, a cidade era rica em grupos musicais, principalmente voltados para a música sacra. Com apenas 6 anos de idade, Pedro Salgado começou a frequentar os ambientes das bandas de música e frequentemente pedia aos músicos para carregar os seus instrumentos musicais.
Em 1900, aos 10 anos de idade, liderou um grupo de meninos do bairro na brincadeira de formar uma banda com instrumentos criados com talos de mamoeiro e batendo tampas de panela e caçarolas.

### Adolescência (1905-1912)
Aos 15 anos de idade aprendeu notação musical e integrou uma das bandas de música existentes na cidade, possivelmente a Corporação Musical "Euterpe Aparecidense", tocando trombone. Seu professor na época foi o maestro Antonino Silva.
Sua primeira composição foi o dobrado "Estrela do Norte", entre 1905 e 1906, com poucos meses de experiência como músico, demonstrando sua aptidão para a música.
Casou-se em 1910 com a sua primeira esposa que veio a falecer em 1924.
Passou a estudar e praticar outros instrumentos, entre eles o trompete e o eufônio (conhecido no Brasil como Bombardino).

### Maestro e compositor (1913-1920)

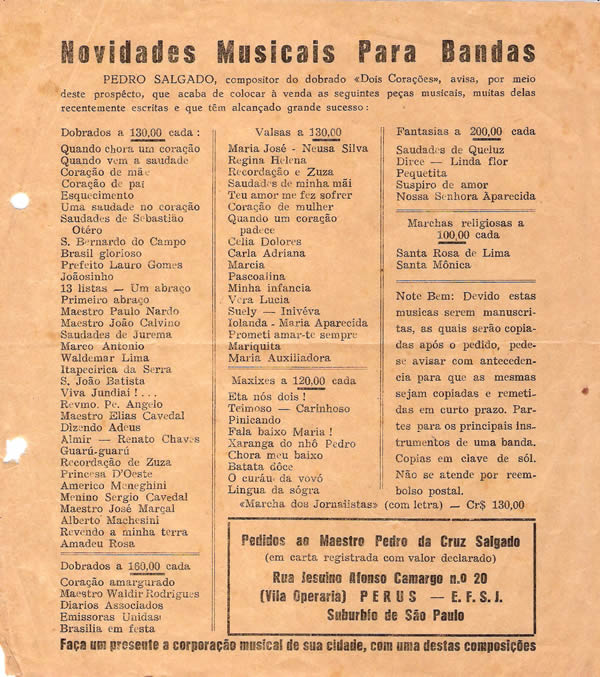
Anúncio de um jornal da década de 1920 apresenta lista de composições do maestro Pedro Salgado que estavam à venda.

No ano de 1915 formou juntamente com outros músicos da comunidade a Corporação Musical de São Benedito e passou a compor músicas a pedido. Fazia seus trabalhos de composição durante a noite e trabalhava como gráfico durante o dia. Esta banda manteve-se ativa por mais de 15 anos.
Com dificuldades financeiras, passou a compor músicas sob encomenda. Publicou no Jornal "Luz d'Apparecida" um anúncio e passou a receber vários pedidos por dia. As encomendas vinham de maestros e músicos das bandas civis principalmente do interior de Minas Gerais. Viveu durante muitos anos com os proventos que ganhava com suas composições.

#### Preços das Composições na década de 1920
| Gênero Musical       | Preço    |
| -------------------- | -------- |
| Dobrados             | 130 Réis |
| Dobrados (complexos) | 160 Réis |
| Valsas               | 130 Réis |
| Maxixes              | 120 Réis |
| Fantasias            | 200 Réis |
| Marchas Religiosas   | 100 Réis |

### "Dois Corações" (1920)
Em 1920 compôs a sua principal obra. Ela alavancou e consolidou o nome de Pedro Salgado entre as Bandas de Música e a partir de então suas encomendas de composição para bandas aumentaram ainda mais, pois era referenciado como "o compositor de Dois Corações".

### Carreira em São Paulo (1943-1960)
Já com mais de 50 anos, Pedro Salgado muda-se para a cidade de São Paulo em 1944, residindo em uma modesta casa. Durante dois anos trabalhou como músico trombonista em um circo e continuava a compor sob encomenda.

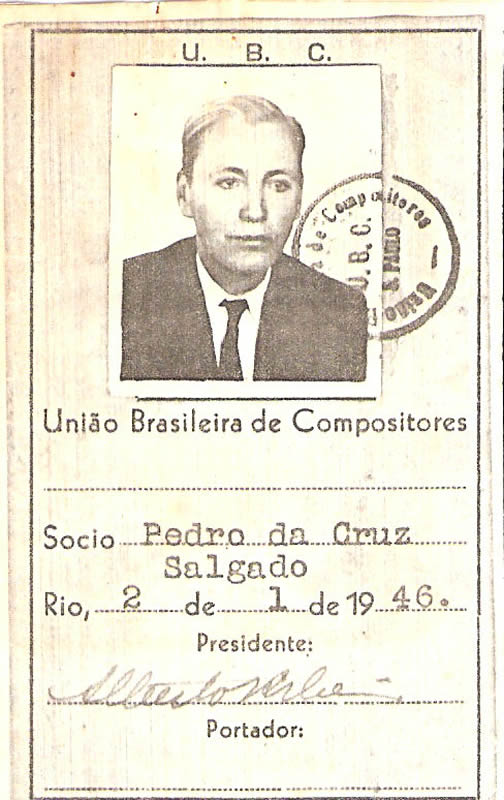
Carteirinha da União Brasileira de Compositores, datada de 2 de janeiro de 1946 registra o nome de Pedro da Cruz Salgado como compositor brasileiro.

No ano de 1946 tornou-se funcionário público na Secretaria de Segurança Pública de São Paulo. Registrou-se como sócio da União Brasileira de Compositores em 2 de janeiro de 1946.
Nessa época as composições dele já estavam tocando nas rádios, principalmente na Rádio Tupi de São Paulo e na Rádio Bandeirantes de São Paulo.
Em 1956 foi gravado em disco pela primeira vez a sua composição mais conhecida, o dobrado Dois Corações.

### Ordem dos Músicos do Brasil
A Ordem dos Músicos do Brasil foi criada em 1960 para regulamentar a profissão de músico. O presidente Juscelino Kubitschek foi quem assinou em 22 de dezembro daquele ano a lei nº. 3857 que "cria a Ordem dos Músicos do Brasil e Dispõe sobre a Regulamentação do Exercício da Profissão de Músico e dá outras Providências"
Já amplamente reconhecido como músico e compositor, Pedro Salgado se inscreveu e obteve a carteira de nº 1.280. Suas composições tocavam nas rádios de todo o Brasil e as bandas de música de várias localidades tinham as partituras de várias de suas peças.

### Batuta de Prata
O jornalista da Rádio Bandeirantes São Paulo José da Silva Vidal foi o responsável pelo levantamento da iniciativa popular de reconhecimento da importância de Pedro Salgado para a música brasileira, aproveitando a ocasião em que comemorava seus 65 anos de vida artística. O próprio Pedro Salgado menciona o nome dele como "baluarte da campanha".
O presente se deu por meio do reconhecimento dos músicos das bandas de várias partes do Brasil. O músico, compositor e maestro Pedro Salgado foi presenteado com a Batuta de Prata da Música Brasileira, que até então havia sido concedida apenas a Carlos Gomes (compositor da icônica ópera O Guarani) e Heitor Villa-Lobos (descrito como a figura criativa mais significativa do Século XX na música clássica brasileira). Era portanto a terceira vez que seria entregue, por iniciativa popular e sem relação com o poder público ou empresas do ramo musical. A batuta de prata foi paga com doações conseguidas através da divulgação da premiação no rádio pelo jornalista J. da Silva Vidal, doações de músicos e bandas de várias partes do Brasil e pela vultosa quantia em dinheiro dada pelo senhor Thomaz Cruz.

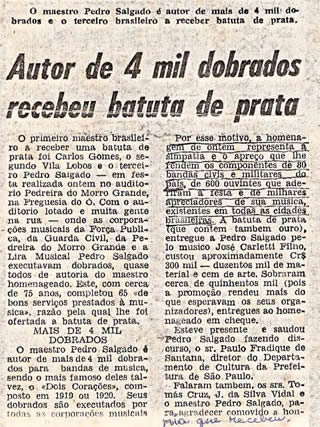
Jornal publicado no dia 3 de janeiro de 1966 noticia a entrega da Batuta de Prata à Pedro Salgado.

A cerimônia ocorreu no auditório existente na região onde hoje se localiza o distrito de Morro Grande, que hoje é pertencente ao município de Guarulhos. No dia 22 de dezembro de 1965 o público presente era de aproximadamente 3 mil pessoas, entre autoridades e populares. 
Na ocasião o compositor homenageado fez um discurso de agradecimento que teve o texto resgatado e publicado posteriormente. Pedro Salgado agradece nominalmente e reconhece os esforços dos envolvidos na campanha em seu reconhecimento. Entre as pessoas mencionadas no discurso, destacam-se:
- José da Silva Vidal, jornalista
- Thomaz Cruz, empresário do ramo industrial
- José Ferreira de Abreu, tenente e maestro
- Darcy de Almeida Lima, maestro
- Pedro Luiz, diretor da Rádio Tupi de São Paulo
- Alcides Jamoco Degolbe, major e maestro da banda de música da FPSP
- Pedro Leite Mendes, presidente da Corporação Musical Lira Pedro Salgado
- Aydano Geralde, vice-presidente da Corporação Musical Lira Pedro Salgado
- Sebastião Gil, mestre, tenente e maestro da Corporação Musical Lira Pedro Salgado na ausência do homenageado

Como não poderia ser diferente, várias bandas de música estavam presentes na cerimônia, tendo como executante principal a renomada banda da Força Pública do Estado de São Paulo.

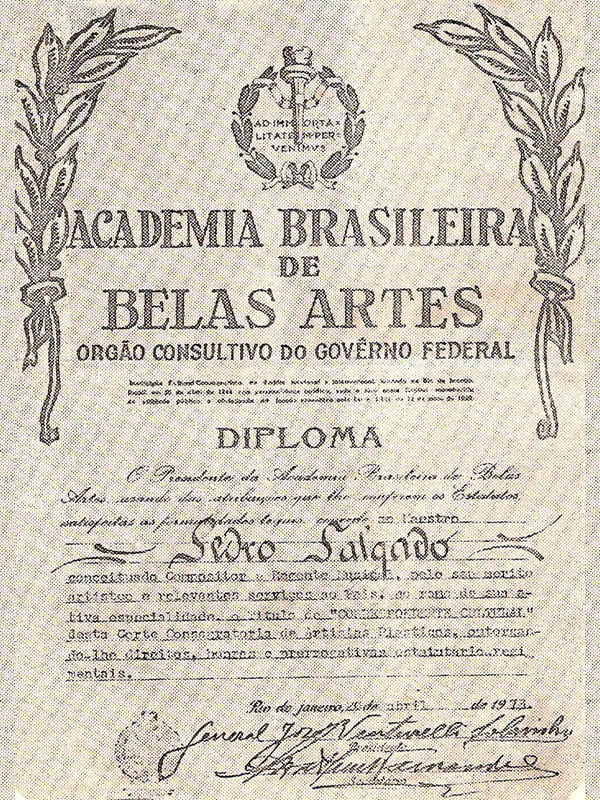
Diploma de Pedro Salgado, concedido pela Academia Brasileira de Belas Artes, em abril de 1973.

### Diplomação
A Academia Brasileira de Belas Artes concedeu a Pedro Salgado o diploma de conceituado compositor, regente, maestro e músico em abril de 1973.

### Morte
Apesar de ser um grande nome, perto de sua morte viveu de forma precária. Jorge Bittar pediu uma pensão especial, mas o caso foi arquivado.
Pedro Salgado faleceu em 28 de setembro de 1973, aos 83 anos de idade. O atestado de óbito registra a morte por broncopneumonia e acidente vascular cerebral. Seu corpo foi sepultado no Cemitério Dom Bosco, localizado no bairro de Perus, em São Paulo.

## Composições
Foram encontrados registros de 1.126 músicas assinadas por Pedro Salgado. Segundo alguns estudiosos esse número de composições teria sido na realidade muito superior, podendo ter chegado a mais de 4000, o que não pode ser comprovado pois muitas delas foram distribuídas ou vendidas por encomenda sem que tenham sido registradas ou guardadas cópias.
De acordo com relatos mencionados em pesquisas populares, o maestro chegava a compor uma valsa em 15 minutos e um dobrado em 3 horas.

### Gêneros de composição
Entre as composições registradas, mais de 400 são dobrados e cerca de 300 são valsas. 
Pedro Salgado também compôs uma variedade de estilos e gêneros musicais, como:
- Hino
- Fantasia
- Marcha
- Tango
- Baião
- Maxixe
- Mazurca
- Fox Trot
- Samba
- Bolero
- Polca
- Choro
- Cateretê
- Rancheira

### Obras mais populares

#### Dobrados
| Título                       | Nota                                                                                               |
| ---------------------------- | -------------------------------------------------------------------------------------------------- |
| Dois Corações                | Manuscrito arquivado é datado de 14 de janeiro de 1920.                                            |
| Coração de Mãe               | |
| Trabuco                      | |
| Saudades do Arrozal do Piraí | |
| J. da Silva Vidal            | Escrito para homenagear o jornalista que encabeçou a campanha para lhe conferir a Batuta de Prata. |
| Gloriosa Guarda Civil        | |
| Presidente General Médici    | Dobrado composto para homenagear o presidente da época Emílio Garrastazu Medíci                    |
| Maestro João Massaini        | |
| Princesa D'Oeste             | |
| 13 listras                   | |
| Estrela do Norte             | |

#### Valsas
| Título            | Nota |
| ----------------- | ---- |
| Amélia            |      |
| Dorinha           |      |
| Adélia            |      |
| Gracia Aparecida  |      |
| Maria Auxiliadora |      |
| Yara              |      |

## Dobrado "Dois Corações"

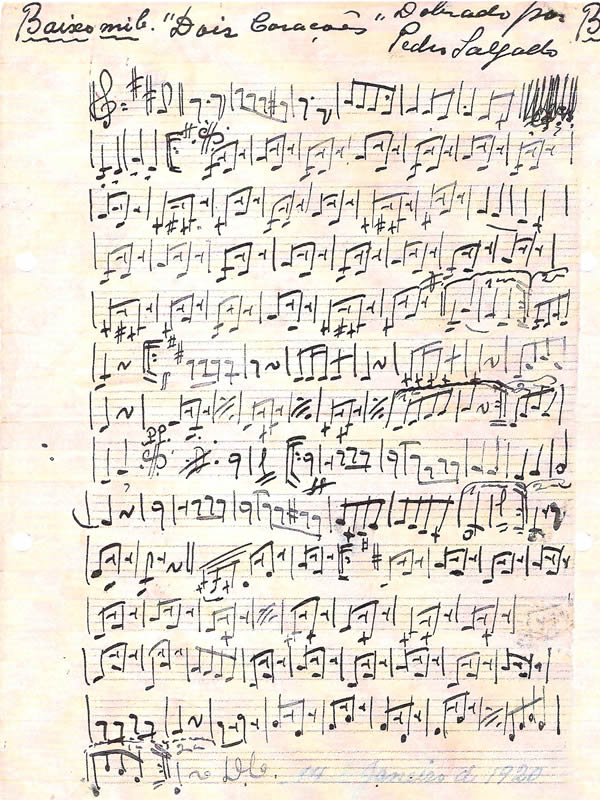
"Dois Corações" - Manuscrito original de Pedro Salgado, datado de 14 de janeiro de 1920.

A história por trás da composição de "Dois Corações" está relacionada com os anúncios de venda de partituras do compositor no jornal “Luz d’Apparecida”, da cidade de Aparecida, interior de São Paulo. De acordo com o site do jornal O Lince, de Aparecida (SP), citando uma edição do jornal O Globo de 1971: 

"Dentre seus principais clientes, estava o senhor João Rodrigues do Carmo e Souza, pessoa ligada à música na cidade de Conceição do Serro, em Minas Gerais (MG). Como a transação comercial era feita por correio ou telégrafo, João fazia os pedidos de um lado, e Pedro, de outro lado, encaminhava as músicas. Nunca se conheceram pessoalmente, mas a amizade ficou perpetuada numa belíssima peça musical. João Rodrigues do Carmo e Souza, certa feita, presenteou Pedro Salgado com uma caneta de prata. Em agradecimento ao amigo, Pedro da Cruz Salgado compôs, em 14 de janeiro de 1920, “Dois Corações”, um dos dobrados militares “mais famosos de todos os tempos” (O Globo, 07/09/1971)."
É possível localizar uma cópia digital da partitura de Dois Corações em formato .pdf revista pelo maestro Marcelo Jardim para a série "Repertório de Ouro das Bandas de Música do Brasil", editada pela FUNARTE e disponível por meio de um publicação de 2013.

## Composições Gravadas
O compositor teve suas obras gravadas por diversas corporações musicais do Brasil, principalmente bandas militares.
Entre os álbuns mais populares, estão:
| Álbum                              | Artistas                                               | Ano  | Gravadora |
| ---------------------------------- | ------------------------------------------------------ | ---- | --------- |
| Valsas e Dobrados de Pedro Salgado | Banda de Música da Guarda Civil do Estado de São Paulo | 1968 | RCA       |
| RGE em Marcha                      | Banda RGE                                              | 1957 | RGE       |

## Homenagens Póstumas
Em 1984, o Ministério da Educação e Cultura e a FUNARTE desenvolveram por meio do Instituto Nacional de Música, o Projeto Pro-memus, com o objetivo de resgatar a memória musical brasileira referente a músicas para bandas no país. Com “Dois Corações”, as músicas “Brasil Glorioso” e “Saudade de Monte Azul”, compostas pelo maestro, estão incluídas entre as oitenta músicas que compõem o “Repertório de Ouro das Bandas de Música do Brasil”.

Possui ruas, prédios e outros locais nomeados em sua honra.
Estão localizados:
- Arrozal (Piraí)
- Monte Azul Paulista
- Osasco
- Ferraz de Vasconcelos
- Pindamonhangaba
- São Paulo